# NGC 1699
NGC 1699 في الفهرس العام الجديد، هي مجرة، تقع في كوكبة النهر. اكتشفت في 13 فبراير 1860 بواسطة ويليام بارسونز.

## روابط خارجية
- NGC 1699 على موقع ويكي سكاي: DSS2, SDSS, GALEX, IRAS, Hydrogen α, X-Ray, Astrophoto, Sky Map, Articles and images